# Tatort: Bei Auftritt Mord
Bei Auftritt Mord ist ein deutscher Fernsehkrimi von Hans Werner aus dem Jahr 1996. Er entstand als 329. Folge der Kriminalreihe Tatort. Es ist der elfte Fall von Ehrlicher und Kain. Diesmal haben sie es mit Drohungen, einem versuchten Mord und einem vollendeten Mord im Umfeld eines Ballettensembles zu tun.

## Handlung
Das Leipziger Showballett gastiert in Dresden, vor dem Konzertsaal überklebt ein Unbekannter die Plakate mit einem Aufkleber „Bei Auftritt Mord“. Am selben Abend wird bei einer Spätvorstellung in einer Nachtbar Jens, einer der Tänzer des Ensembles, durch einen Messerwerfer lebensgefährlich verletzt. Noch am selben Abend meldet der Leiter des Balletts, Ludwig Lewald, die Drohungen. Ehrlicher und Kain nehmen die Ermittlungen wegen des Mordversuchs auf. Sie erfahren von den Tänzerinnen des Ensembles, dass Jens homosexuell ist und mal mit Ron, einem Kollegen aus dem Ensemble, liiert war; dieser ist allerdings mittlerweile mit der deutlich älteren Roswita verheiratet. Ron sucht noch am späten Abend Ehrlicher auf. Er hat auch ein Verhältnis mit Frederike, aber kein Interesse mehr an Jens. Ehrlicher sucht am nächsten Morgen Jens im Krankenhaus auf, der kann Ehrlicher aber keine Hinweise geben. Lewald hat Geldprobleme, seine Tänzerinnen warten auf ausstehende Gagen. Er freut sich offen über die Publicity, die die Vorfälle des vergangenen Abends seinem Ballett bescheren. Lewald berichtet Ehrlicher, dass er viele Feinde habe; auch die finanziellen Probleme räumt er ein. Ehrlicher bringt außerdem in Erfahrung, dass Ron und Jens sich als Messerwerfer kennengelernt haben.
Unterdessen hat Ron seiner Frau eröffnet, dass er mit Frederike zusammen ist und sich trennen will. Lewald serviert unterdessen den Star des Ensembles, Elaine Morell, aus Altersgründen ab und ersetzt sie durch die jüngere Frederike in der Hauptrolle, während Elaine künftig in der zweiten Reihe tanzen muss. Lewald tut dies, weil er ein Verhältnis mit Frederike hat. Doch kurz darauf unterrichtet ihn Roswita über die Beziehung zwischen Ron und Frederike. Lewald reagiert wütend auf die Nachricht, ebenso ist Roswita wütend auf Ron. Unterdessen taucht ein Spanner im Duschraum der Tänzerinnen auf; er ergreift allerdings die Flucht, als er entdeckt wird. Während der Probe am nächsten Tag tauscht eine unbekannte Person heimlich die Wasserflaschen aus; Frederike trinkt aus der Flasche. Lewald sucht sie noch während der Probe auf und sagt ihr, dass er sich von ihr wegen des Verhältnisses zu Ron hintergangen fühlt und dass sie ihm das büßen werde. Kurz darauf stürzt Frederike vor den Augen von Ehrlicher und Kain, die während der Probe hinzu kommen. Ein Arzt diagnostiziert einen Genickbruch. Ron gibt Lewald die Schuld an Frederikes Tod, während alle anderen Ensemblemitglieder Ron vorwerfen, Frederike nicht gehalten zu haben.
Kain erfährt, dass Elaine bis vor wenigen Stunden die Hauptrolle hatte. Er redet mit Elaine und erfährt die Umstände über deren Ausbootung. Ehrlicher spricht Lewald auf sein Verhältnis mit Frederike an; der gibt es zu, sagt aber, dass Ron keine Gefahr für ihn gewesen sei, weil er sich jede Woche neu verliebe und von Roswita finanziell abhängig sei. Elaine lehnt die Hauptrolle ab, obwohl Lewald sie zur Rückkehr bekniet. In diesem Moment kommt zum wiederholten Mal ein Anruf, in dem ein Unbekannter mit Mord droht, wenn diese „schweinische“ Show des Ensembles nicht abgesetzt werde. Vom Gerichtsmediziner erfährt Ehrlicher, dass Frederike unmittelbar vor ihrem Unfall mit einem Beta-Blocker, der ihr mittels der Wasserflasche verabreicht worden war, ruhig gestellt wurde, was den tödlichen Unfall verursacht hat. Kain kann abends den Messerwerfer in der Nachtbar entdecken und ihn nach einer Verfolgungsjagd stellen. Dieser gibt die Tat zu; er war mal mit Jens zusammen und fühlte sich von ihm und Ron ausgenutzt und hintergangen. Er wollte ihn allerdings nach seiner Aussage nicht umbringen, es sollte lediglich eine Warnung sein. Ehrlicher und Kain stellen fest, dass es sich um den unehelichen Sohn von Ludwig Lewald handelt und er an Autismus leidet. Elaine wird von einem verrückten Verehrer, der der Anrufer war, aufgesucht; er erscheint allerdings harmlos. Am Abend sucht erneut Ron Ehrlicher auf. Ehrlicher sagt ihm, dass er für ihn nicht zum Kreis der Verdächtigen gehöre. Kain und Ehrlicher sehen auf einem Video der Probe, wie Frederikes Wasserflasche von einer unbekannten Person, von der sie lediglich die Hand sehen, ausgetauscht wird.
Kain findet unterdessen heraus, dass die Aufkleber mit der Aufschrift „Bei Auftritt Mord“ auf Lewalds Bürocomputer geschrieben wurden, was beweist, dass Lewald hinter den Drohungen gegen sein Ensemble steckt. Zudem kann Kain den Spanner ausfindig machen; es ist ein Bühnenhelfer, der aussagt, wer die Wasserflaschen ausgetauscht hat. Es ist Rosa, die Maskenbildnerin und Freundin von Elaine, die die Ausbootung von Elaine ungerecht fand und deshalb einen Unfall von Frederike provozieren wollte. Töten wollte sie Frederike aber nicht. Ehrlicher und Kain zweifeln an Rosas Schuld. Lewald gesteht mittlerweile Ehrlicher, dass er die Drohungen selbst initiiert hat, um Publicity zu erhalten und das Ensemble so zu retten. Zudem gibt er zu, seinen Sohn als Messerwerfer engagiert zu haben; allerdings habe der nicht Jens treffen wollen, sein Sohn sollte das Plakat auf der Bühne treffen, um die Publicity noch wirkungsvoller zu gestalten. Auf der Bühne findet die Premiere statt. Elaine tauschte zuvor selbst ihre eigenen Wasserflaschen aus, um selbst Beta-Blocker zu sich zu nehmen und so den Verdacht von sich und Rosa zu lenken. Als sie keine Wirkung spürt, ist sie so perplex, dass sie die Vorstellung abbrechen muss. Ehrlicher und Kain kommen auf die Bühne, erklären ihr allerdings, dass sie die Flaschen erneut ausgetauscht hatten. Elaine gesteht und bittet darum, dass Rosa freigelassen wird. Sie habe erreichen wollen, dass Frederike schwach werde und nicht tanzen könne. Den tödlichen Unfall habe sie nicht gewollt.

## Hintergrund
Die Produktion übernahm Provobis im Auftrag des MDR.
Die Showaufnahmen erfolgen unter Mitwirkung von Tänzerinnen und Tänzern des Deutschen Fernsehballetts.

## Rezeption

### Einschaltquote
Bei Auftritt Mord erlebte am 31. März 1996 in der ARD seine Fernsehpremiere und erreichte eine Einschaltquote von 29,0 Prozent (9,65 Millionen Zuschauer). Es war der elfte Fall für die Ermittler Ehrlicher und Kain.

### Kritik
„Nicht sehr elegant choreografiert“, befand TV Spielfilm.